# Musepack
Musepack (MPC) – format stratnej kompresji dźwięku, bazujący na algorytmach MPEG Layer-2 (MP2), jednakże znacznie w stosunku do nich rozbudowany. Format został zaprojektowany tak, aby plik dźwiękowy Musepack był nierozróżnialny od oryginału przy standardowych ustawieniach (tzw. przezroczystość, ang. transparency), co osiąga przy przepływności (bitrate) niższej niż inne popularne kodeki (jak np. MP3). Algorytm zaprojektowano tak, aby przechowywał jak najwięcej informacji, dlatego najlepiej sprawdza się dla wysokich przepływności (od 140 kbit/s wzwyż), natomiast dla przepływności poniżej 112 kbit/s jakość dźwięku w tym formacie gwałtownie spada. Wzorcowa implementacja Musepack jest szybsza niż większość popularnych kodeków dźwięku.
Prace nad MPC rozpoczął w 1997 roku Andree Buschmann, w tej chwili rozwija go Frank Klemm. 1 marca 2009 została opublikowana stabilna wersja strumienia SV8. Naprawia ona większość błędów wykrytych w wersji strumienia SV7. Prace nad nową wersją strumienia trwały ponad 1,5 roku.
Pliki w formacie Musepack mają zwykle rozszerzenie .mpc lub (rzadziej) .mpp bądź .mp+. Tagi w plikach MPC zazwyczaj zapisywane są metodą APEv2.

## Charakterystyka formatu

### Zalety
- do 2004 roku uważany za najlepszy stratny kodek przy średnich i wyższych przepływnościach (od 128 kbit/s wzwyż). Obecnie inne formaty stratnej kompresji dźwięku (Vorbis, AAC) osiągają równie dobre rezultaty[3].
- zapewnia bardzo szybką kompresję i dekompresję
- ustawienie preset --standard zapewnia tzw. przezroczystość w standardowych warunkach odsłuchu
- standard otwarty
- przesyłanie strumieniowe
- możliwość zastosowania rozdziałów

### Wady
- nieobsługiwany w przenośnych odtwarzaczach (co staje się możliwe w niektórych odtwarzaczach po instalacji alternatywnego systemu operacyjnego jak np. Rockbox)
- brak wsparcia dla dźwięku wielokanałowego (tylko mono/stereo)
- ograniczenie częstotliwości próbkowania do 48 kHz